# 800e anniversaire de Nijni Novgorod

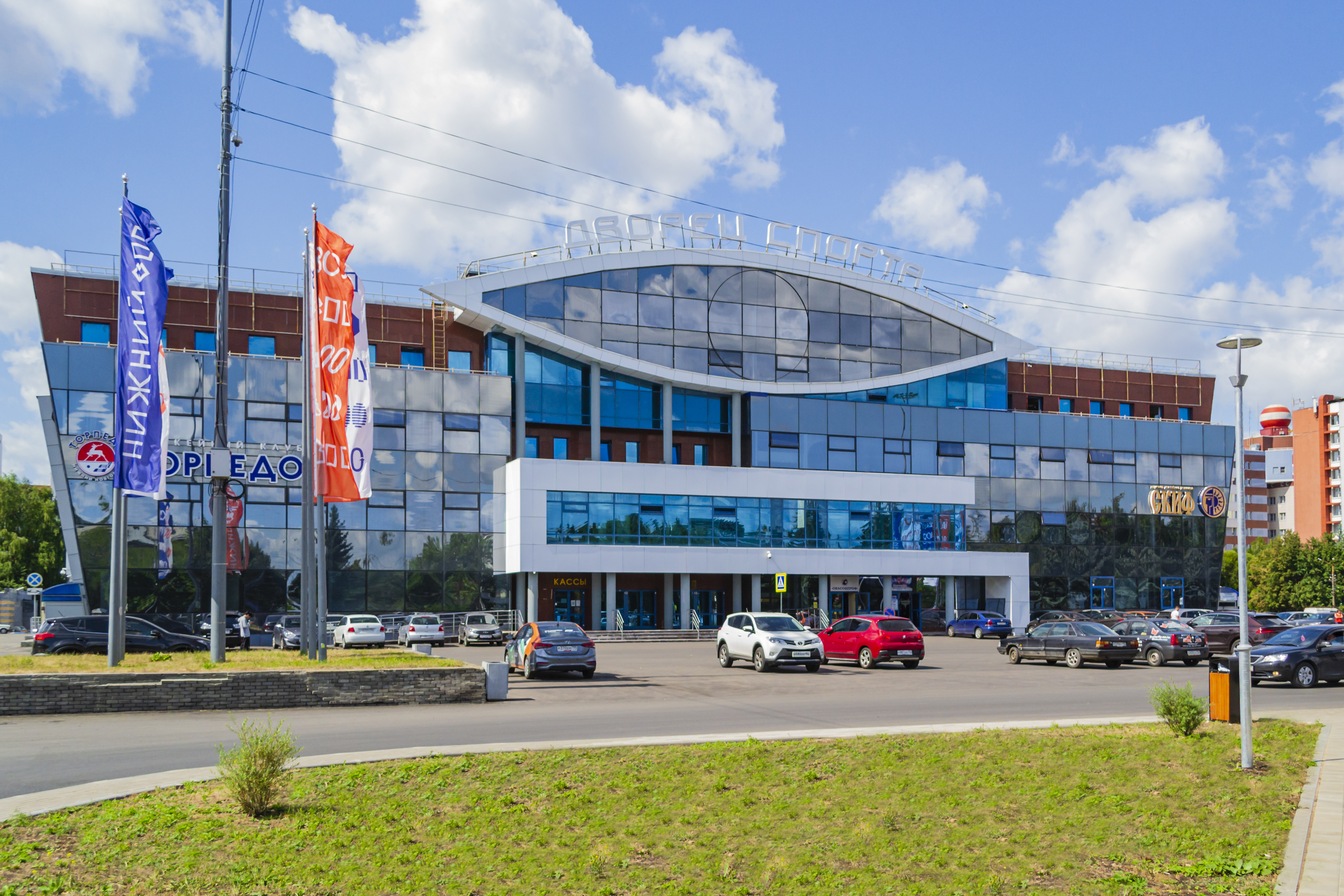
Drapeaux au palais des sports Nagorny célébrant les 800 ans de la ville.

Le 800e anniversaire de Nijni Novgorod est un évènement à grande échelle, qui a été célébré en 2021.
Le 22 septembre 2015, le président de la Russie Vladimir Poutine a signé le décret célébrant 800 ans depuis de la fondation de Nijni Novgorod. 

## À propos de la date de célébration
Selon la version officielle, l'année de la fondation de Nijni est 1221. Les premières données sont apparues dans la chronique de Lavrenti du XIVe siècle : « Le même été, le grand-duc Gourga, fils de Vsevolojski, a déposé la grêle à l’embauchure de l’Oka et lui a donné le nom de Nov grad. »
Le Jour de la ville est célébré le troisième samedi d'août.
Le point culminant de la célébration du 800e anniversaire a lieu du 19 au 21 août, les dates les plus approximatives de la date réelle de la fondation de la ville.

## Programme de préparation à l'anniversaire
Les principaux domaines de préparation :
- Programme d'infrastructure : « Ville 800 »
- Programme d’attraction des résidents : « Équipe 800 »
- « Bénévoles 800 »
- « Multimédia 800 »
- Programme social : « 800 bonnes actions »
- Programme événementiel

## Ville 800
Le programme d'infrastructure « Ville 800 » recharge l'espace urbain et crée de nouveaux lieux d’attraction. Le programme comprend trois zones : #Symboles800, #Réstoration800 et #Environnement800.
« Symboles 800 » : transformation et remplissage avec de nouvelles significations des lieux urbains clés. Ceci comprend sept objets :  
- Kremlin de Nijni Novgorod,
- parc « La Suisse »,
- entrepôts sur la Strelka,
- ancienne usine « Maïak »,
- palais des Pionniers de Tchkalov,
- grand escalier de Tchkalov
- nouvel objet « École 800 ».

« Environnement 800 » contient 33 objets et tout le territoire, ainsi que la construction d'une intersection de circulation dans l'arrondissement de Sormovo.
Dans le cadre de la direction Restauration 800 , 69 maisons sont en cours de restauration au centre historique situées sur toutes les rues clés de l’ancienne Nijni.

## Équipe 800
Le projet Équipe 800 donne à chaque habitant de Nijni Novgorod l’occasion de mettre en œuvre son projet. Depuis mai 2019, les résidents ont soumis plus de 350 offres sur le portail Nijni 800. Quarante personnes ont reçu un soutien d’expert et peuvent compter sur des subventions de 100 000 à 4 millions de roubles.

## 800 bonnes actions
Le projet 800 bonnes actions forme une culture d'entraide et de bon voisinage, unit des habitants de Nijni Novgorod dans les domaines de la charité et du bénévolat. Le projet comprend une plateforme de financement participatif, une formation dans une école philanthropique en ligne pour des entreprises à but non lucratif et des citoyens.

## Bénévoles 800
Jusqu'à 800 bénévoles sont impliqués dans l'organisation d'événements et de projets clés. Tout le monde peut être bénévole  à partir de l'âge de 16 ans, quelle que soit sa nationalité. Plus d'un an avant la fête, 547 personnes ont déposé des candidatures de bénévoles sur le portail Nijni 800.

## Programme évènementiel
Le premier événement de masse dans la ville a eu lieu en mai 2019 : GorkyClassic Nijni 800, auquel ont participé plus d'une centaine de voitures rares et 250 participants de différents pays.
Le programme événementiel aborde différents domaines de la vie des citoyens:
- culture et art (festival de musique académique Opus 52, Mayak Jazz & Dvor , le Festival du cinéma urbain)
- sport (festival de moto Moto Family Days,  Championnat d'Europe de skateboard, soutien au match de qualification Championnat d'Europe 2020 Russie - Chypre, festivals d'aéronautique) ;
- écologie (festival Botanica) ;
- éducation et programme commercial (conférences Intervals talk, forum NHP : Transformation, sessions stratégiques sur le développement de la production cinématographique et vidéo).

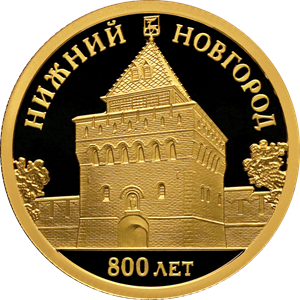
Pièce commémorative des 800 ans de la ville.

Le thème du 800e anniversaire de Nijni résonne aussi lors d'événements internationaux. C'est ainsi que le pavillon du 800e anniversaire de Nijni Novgorod lors du forum « La Russie est une puissance sportive » a été visité par Vladimir Poutine. C'est alors que le gouverneur de la région de Nijni Novgorod, Gleb Nikitine, a présenté au président le concept de rechargement de l'espace urbain emblématique, Strelka.
Le point culminant de la fête est un grand spectacle au stade Nijni Novgorod à la mi-août.
En l'honneur de l'anniversaire, des pièces précieuses commémoratives de la Banque de Russie sont émises en 2021.